# Fehmarnsund

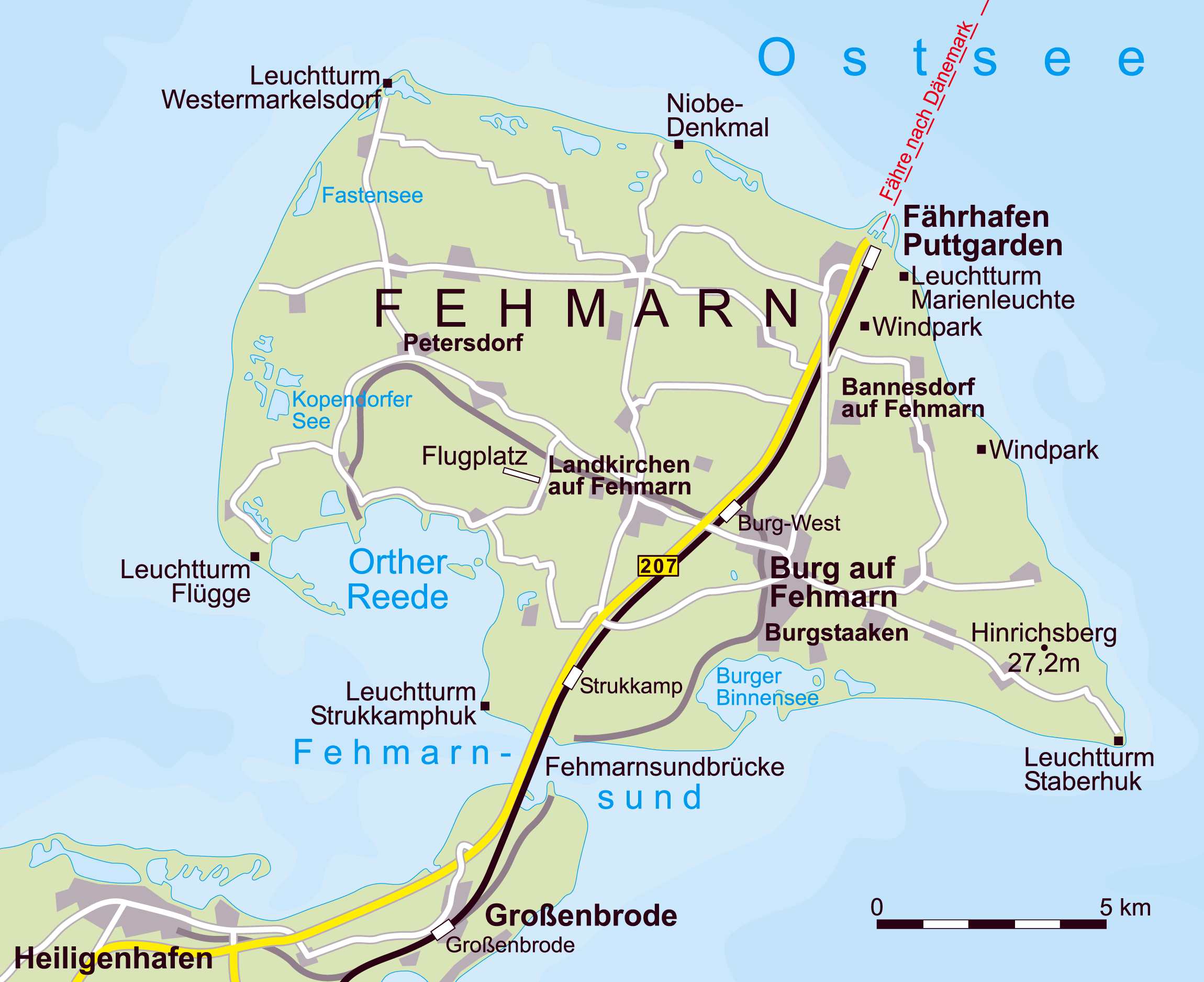
Ligging van de Fehmarnsund

De Fehmarnsund (niet te verwarren met de Fehmarnbelt) is een 8 kilometer lange zee-engte tussen het Duitse vasteland en het Duitse eiland Fehmarn, en verbindt de Kielerbocht met de Mecklenburgerbocht. Op het smalste punt is deze 600 meter breed.
Sinds 1963 wordt de engte overspannen door de Fehmarnsundbrücke, deel van de Vogelfluglinie Hamburg-Kopenhagen.
Belangrijkste plaatsen: Heiligenhafen, Fehmarn, Großenbrode.